# Kaniere
La ville de Kaniere est une localité du District du Westland dans la région de la West Coast située dans l’Île du Sud de la Nouvelle-Zélande.

## Situation
La ville de Hokitika siège au nord-ouest, et le fleuve Hokitika s’écoule au-delà vers le sud-ouest , .

## Population
La population du secteur était de 462 habitants en 2006 lors du recensement de 2006 en Nouvelle-Zélande, en augmentation de 72 résidents par rapport à celui de 2001.

## Histoire
La localité commença à se développer en 1865 comme l’un des principaux centres de champs aurifères alluviaux de la «West Coast» lors de la ruée vers l’or de la West Coast  , .

## Accès
La ligne du tramway Hokitika & Kanieri (en) construite avec des rails en bois, fut établie à partir de la ville d’Hokitika vers1868, avec des voitures tirées par des chevaux .
Une route fut construite ensuite sur ce trajet en 1873.

## Éducation
L’école «Kaniere School»  est une école mixte, contribuant au primaire, allant de l’année 1 à 6 avec un taux de décile de 7 et un effectif de 115 élèves .